# Erepsia
Erepsia là chi thực vật có hoa trong họ Aizoaceae.